# Baraqueville
 Baraqueville  (en occitano La Barraca de Fraisse) es una población y comuna francesa, situada en la región de Mediodía-Pirineos, departamento de Aveyron, en el distrito de Rodez. Es el chef-lieu y mayor población del cantón de Baraqueville-Sauveterre.

## Demografía
| 1786 | 1869 | 1930 | 2119 | 2458 | 2569 | 2898 |
| Para los censos de 1962 a 1999 la población legal corresponde a la población sin duplicidades (Fuente: INSEE [Consultar]) |      |      |      |      |      |      |